# Tornado Sistems
Tornado Sistems este o companie de distribuție de IT din România. Principalii concurenți pe piața de distribuție sunt Scop Computers, Asesoft Distribution și RHS Company.
Număr de angajați în 2008: 130
Cifra de afaceri în 2007: 93,9 milioane Euro
Venit net în 2007: -3 milioane euro (pierdere)

## Divizii
Goodwill Enterprises este compania din grupul Tornado Sistems care operează franciza lanțului de retail Twister.
Compania vinde către 230 de parteneri care dețin mai mult de 300 de magazine distribuițe.
Dintre acestea numai 21 funcționează sub brandul Twister.
În anul 2009 compania a avut afaceri de 1,67 milioane de euro și 15 angajați.